# Новоникольское сельское поселение (Волгоградская область)
Новоникольское сельское поселение — муниципальное образование (сельское поселение) в Быковском муниципальном районе Волгоградской области. Административный центр — село Новоникольское.

## География
Расположено в южной части Быковского района, на западе омывается Волгоградским водохранилищем.
Площадь сельского поселения составляет 20 132 гектара, из которых 16 218 га (по состоянию на 2008 год) приходится на сельхозугодья и 206 га занимает застройка (по состоянию на 2008 год).
Граничит:
- на юге — с Среднеахтубинским районом;
- на востоке — с Демидовским сельским поселением;
- на севере — с Приморским сельским поселением;
- на западе — с Дубовским районом[1].

## Население
| 2010  | 2012  | 2013  | 2014  | 2015  | 2016  | 2017  |
| ----- | ----- | ----- | ----- | ----- | ----- | ----- |
| 1879  | ↘1840 | ↘1819 | ↘1797 | ↘1774 | ↘1769 | ↘1750 |
| 2018  | 2019  | 2020  | 2021  |       |       |       |
| ↘1718 | ↘1713 | ↘1683 | ↘1660 |       |       |       |

## Состав сельского поселения
| № | Населённый пункт | Тип населённого пункта       | Население |
| - | ---------------- | ---------------------------- | --------- |
| 1 | Новоникольское   | село, административный центр | ↘1660     |

## Администрация
Глава — Гребенникова Галина Петровна (c 11 октября 2009 года);

Телефон/факс: 8(84495) 3-47-35

Адрес администрации: 404076, Волгоградская область, Быковский район, с. Новоникольское, ул. Шурухина, 32а.

e-mail: byknovonik@ya.ru

## Транспорт
Территорию сельского поселения пересекает в направлении север-юг автомобильная дорога регионального значения Р226.
Протяженность автодорог местного значения — 31 км.